# Knockraha
Knockraha är en ort i republiken Irland.   Den ligger i grevskapet County Cork och provinsen Munster, i den södra delen av landet, 210 km sydväst om huvudstaden Dublin. Knockraha ligger 116 meter över havet och antalet invånare är 341.
Terrängen runt Knockraha är lite kuperad, och sluttar söderut. Runt Knockraha är det ganska tätbefolkat, med 58 invånare per kvadratkilometer. Närmaste större samhälle är Cork, 11,0 km sydväst om Knockraha. Trakten runt Knockraha består i huvudsak av gräsmarker.